# Batalla de Lleida (1938)
La batalla de Lleida s'emmarca en l'ofensiva d'Aragó de la Guerra Civil espanyola. Va tenir lloc entre el 27 de març i el 3 d'abril de 1938 i va acabar amb la victòria del bàndol nacional que va prendre la ciutat de Lleida, que des del principi de la guerra havia estat sota el control del l'Exèrcit Popular de la República. Va ser la primera localitat catalana important presa per les tropes feixistes i l'única capital catalana ocupada després d'una batalla. Això no obstant, fins que l'exèrcit colpista no va travessar el riu Segre per ocupar la petita part de la ciutat situada al seu marge esquerre a finals de desembre de 1938 en què les forces feixistes van llançar la definitiva ofensiva de Catalunya, el riu va constituir la línia divisòria entre els dos bàndols. L'altre cantó del riu seria definitivament ocupat el 7 de gener de 1939.

## Desenvolupament
El 7 de març de 1938 Francisco Franco va ordenar una ofensiva des d'Aragó en direcció al mar per aïllar Catalunya de la resta de la zona controlada per el Front Popular. Per això va desplegar cinc cossos d'exèrcit manats cadascun pels generals José Solchaga, José Moscardó, Antonio Aranda, José Enrique Varela i Juan Yagüe. Les tropes al comandament d'aquest darrer, el Cos d'Exèrcit Marroquí, van avançar seguint el riu Ebre i el 23 de març creuaven el riu entre Quinto i Gelsa. El 25 de març, després d'ocupar Fraga, ja havien aconseguit la línia divisòria entre Aragó i Catalunya mentre que els republicans emprenien la retirada.
Els cinc cossos d'exèrcit, que formaven l'Exèrcit del Nord al comandament del general Fidel Dávila, sumaven vint-i-sis divisions militars i un total de 110.000 soldats, incloent-hi també el Corpo Truppe Volontarie italià. Davant de l'Exèrcit del Nord es trobava l'Exèrcit de l'Est republicà al comandament del general Sebastián Pozas que comptava amb vint-i-dues divisions i 60.000 homes. La caserna general de Pozas es torbava a la ciutat de Lleida.
El 27 de març les tropes nacionals prenen Masalcorreig, la primera localitat catalana ocupada pels nacionals, i la Granja d'Escarp. El 29 es va ocupar Serós, Aitona i Soses, i el 30 Alcarràs. Davant l'arribada dels feixistes moltes persones d'aquestes poblacions van fugir per anar a refugiar-se a Lleida, però la majoria no hi van romandre perquè la ciutat també estava essent evacuada pels seus habitants que marxaven a cases de l'horta o més enllà, i a les quatre de la tarda del dia 27 va sortir el darrer tren en direcció a Tarragona ple de gom a gom.
Tot just produir-se l'entrada de les tropes colpistes a Catalunya el president de la Generalitat, Lluís Companys, va pronunciar un discurs en què, després d'anunciar que «els exèrcits estrangers són a les portes de casa nostra», va fer una crida al poble català «a lluitar, a treballar i a resistir, perquè resistir és vèncer» i perquè «no podríem viure sense llibertat, el nostre idioma seria perseguit, les nostres institucions escarnides, la nostra gent sotmesa i els nostres costums burlats».

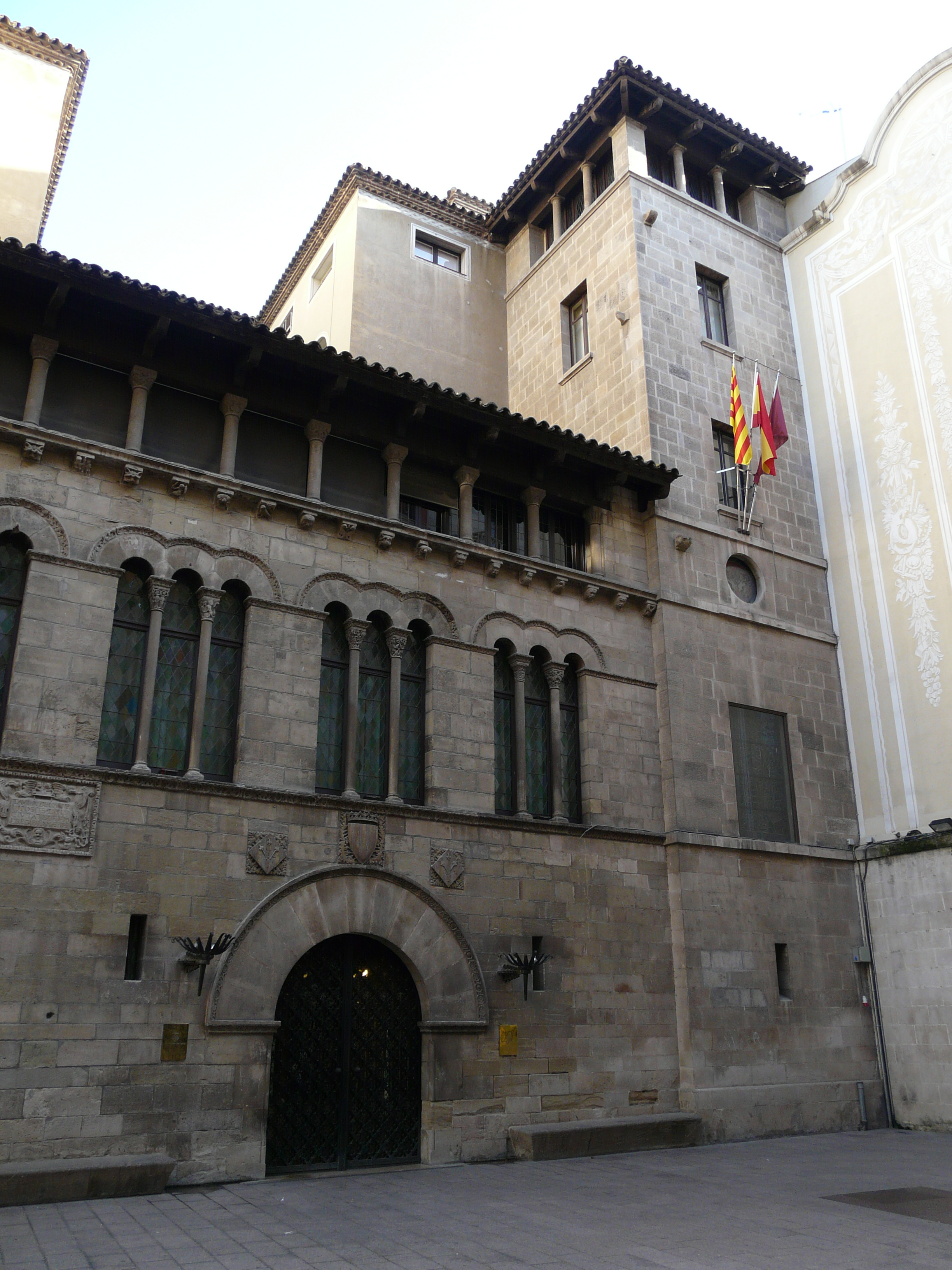
Palau de la Paeria on es va instal·lar la caserna general de la 46a Divisió republicana al comandament de Valentín González

Per a fer front a les tropes feixistes al comandament del general Yagüe, l'exèrcit republicà va desplegar la 46a Divisió comandada per Valentín González amb la missió de defensar Lleida. Comptava amb uns deu mil homes gràcies al fet que havia incorporat efectius de les divisions 16a i 27a. Va arribar a Lleida el dia 30 de març i el lloc de comandament es va instal·lar al Palau de la Paeria, seu de l'Ajuntament, al centre històric de la ciutat. Les unitats de la Divisió van ser desplegades a l'horta dels voltants establint un perímetre defensiu.
A les cinc de la tarda del dia 27 Lleida va ser bombardejada per la Legió Còndor alemanya, malgrat no era la primera vegada que la ciutat era bombardejada: cinc mesos abans, el 2 de novembre del 1937, l'Aviació Legionària italiana havia atacat Lleida.
Després dels bombardejos, segons la «Memòria de la Casa» dels jesuïtes, «Lleida va quedar gairebé deserta; no arribarien a dos mil els habitants civils». La ciutat es va quedar sense subministraments de llum i d'aigua i l'èxode de la població va continuar dirigint-se de nou majoritàriament a les torres de l'horta. Les autoritats també la van abandonar i les diverses institucions de la Generalitat van ser traslladades a Solsona, inclosa la caserna general de l'Exèrcit de l'Est, al mateix temps que el general Pozas era substituït en el comandament pel tinent coronel Juan Perea Capulino.
| « | El dia d'avui [3 d'abril], el Cos d'Exèrcit marroquí va ocupar primer el Castell de Lleida, l'estació i la part alta de la població, i posteriorment la resta quedant només petits nuclis de resistència que s'estan reduint ràpidament. | » |

El mateix 3 d'abril a la tarda entrava victoriós a la ciutat el cap de les forces colpistes, el general Juan Yagüe, dirigint-se a la delegació de la Generalitat de Catalunya a la localitat. Allà, després d'hissar la bandera espanyola va declarar: vengo en nombre del Caudillo a daros el pan, la paz y la justicia.
En la seva retirada les tropes republicanes van incendiar edificis i van volar els ponts del Segre, tant el Pont Vell com el del Ferrocarril, impedint així que els atacants travessessin el riu i s'apoderessin de la petita part de la ciutat situada al marge esquerre, això és, els barris de Cappont i La Bordeta on es van instal·lar els resistents republicans per a frenar l'avenç feixista. En les seves memòries el comunista José del Barrio, cap de la 27a Divisió, va criticar durament l'estratègia i les ordres donades pel Valentín González responsabilitzant-ho de la caiguda de Lleida. Per a Del Barrio la retirada de la ciutat havia estat més aviat una fugida, opinió amb què va coincidir el també comunista i militar Antonio Cordón qui va afirmar que Valentín González, comandant de la 46a Divisió republicana, va abandonar la ciutat de forma precipitada, cosa que ja va fer en altres ocasions, com a Brunete, Terol i l'Ebre, essent substituït en el comandament per Pedro Mateo.
Segons l'historiador estatunidenc Stanley G. Payne, una de les claus de volta de l'ofensiva va ser «la utilització del poder aeri tàctic, especialment destructor i que va arrossegar al pànic a nombroses unitats republicanes». Així ho va constatar un capità de l'exèrcit republicà que va afirmar: «el terror dels atacs aeris de l'enemic era més gran que el que inspiraven els revòlvers dels nostres oficials». L'historiador Hugh Thomas afegeix dos factors més per a explicar el triomf dels franquistes, «la superioritat artillera i una estratègia eficaç», però coincideix amb Payne que «la superioritat aèria va influir decisivament en la victòria».
Pel que fa al nombre de baixes s'estima que la 13a Divisió franquista en va patir un 10% mentre que a la 46a Divisió republicana el nombre de baixes va ser molt superior, al voltant d'un 40%.

## Conseqüències

### Línia del front entre abril i desembre de 1938
El general Franco va decidir donar prioritat a l'ofensiva sobre el delta de l'Ebre per assolir el mar, i per això la segona setmana d'abril va donar l'ordre al general Yagüe perquè aturés el seu avenç, malgrat que el camí cap a Barcelona semblava estar obert i la imminent caiguda de la capital catalana hauria suposat «un cop mortal per a la República». Segons Hugh Thomas, la decisió de no prosseguir va ser «probablement un error estratègic» i per descomptat va suposar un cop dur per al general Yagüe i altres caps militars perquè estava convençut que no trobaria gaire resistència fins a arribar a Barcelona.
El 15 d'abril de 1938, dia de Divendres Sant, va ser quan va culminar l'ofensiva d'Aragó amb l'arribada de las tropes del general Aranda al mar a Vinaròs. La zona republicana acabava de quedar dividida en dos. L'ABC va titular: La espada victoriosa de Franco partió en dos la España que aún detentan los rojos.
A causa de la posició de Lleida en plena línia del front del Segre, la població que havia fugit no va retornar després del final de la batalla, com es recollia en un informe de la comissió gestora municipal dirigit al governador civil en què justificava que aquesta situació havia fet molt difícil l'activitat de propaganda que se li havia assignat. Tot i això, sí que s'havien organitzat actes religiosos en homenatge als Caídos por Dios y por España.

### L'ocultació del nombre de víctimes
Quan els franquistes van entrar a la ciutat van intentar esborrar les proves de l'horror dels bombardejos atès que el record del bombardeig de Guernica de l'abril de l'any anterior encara era viu, i es van dirigir al Registre Civil apoderant-se de dos toms de defuncions en què constaven les víctimes dels atacs.
Les autoritats franquistes només ocupar Lleida van començar les investigacions per aturar els responsables d'actes de «barbàrie de l'horda roja». Per a fer-ho, l'Auditoria de Guerra de l'Exèrcit d'Ocupació va ordenar el maig de 1938 l'obertura d'un sumari que investigués els «fets delictius» comesos a la província de Lleida durant la «dominació roja». Es va nomenar jutge instructor el capità del Cos Jurídic Militar Adolfo Suárez Monterola, que va emplaçar totes les persones que tinguessin coneixement d'aquests fets que anessin al seu jutjat. L'Església també va posar en marxa la seva pròpia investigació passant un qüestionari molt detallat a les parròquies del Bisbat de Lleida. Per la seva banda, el delegat d'Ordre Públic va fer una crida al «poble sa d'aquesta Província» perquè denunciés els responsables dels delictes dels quals tinguessin coneixement «en l'absoluta seguretat que es farà justícia en tota l'extensió de la paraula», podent fer-les arribar «pel mitjà que creguin més factible» i de forma anònima. També totes les institucions lleidatanes van començar a instruir expedients de depuració del seu personal, per a la qual cosa també es va demanar la col·laboració de la població perquè denunciés tothom qui hagués protagonitzat «actuacions antipatriòtiques o contràries al Moviment Nacional». Fruit d'aquestes directrius moltes persones van ser detingudes i empresonades. Per això es van haver d'habilitar alguns edificis religiosos com presons i la Seu Vella va funcionar com a camp de concentració de presoners republicans. Les condicions d'internament dels reclusos eren del tot deficients i alguns van morir a causa de l'escassa alimentació o van ser sotmesos a tractes vexatoris i tortures.
En una memòria lliurada pel delegat d'Ordre Públic al governador civil on es recollien les actuacions realitzades entre juliol i desembre de 1938, es ressenyava que s'havien practicat 374 detencions (per motius polítics i per causes comunes) i 107 persones havien estat posades a disposició dels tribunals militars. També hi constava que s'havien obert 5.400 expedients i fitxes personals.
Després d'haver estat condemnades a mort pel tribunal militar que les va jutjar van ser afusellades almenys 17 persones. Com que el Cementiri de Lleida estava en mans republicanes, les execucions es van dur a terme a la localitat veïna de Vilanova del Picat. Hi va haver algun cas d'afusellament públic com el que es va dur a terme el 19 d'agost del 1938. Al llarg dels vuit mesos en què Lleida va ser front de combat també van existir execucions arbitràries difícils de quantificar.
Pel que fa a la repressió lingüística, el delegat d'Ordre Públic va ordenar que almenys en públic no s'utilitzés el «dialecte català», a més d'exigir que les persones se saludessin braç enlaire com a prova d'adhesió al Moviment Nacional. Per la seva banda, el comandament militar va fer col·locar per tota la ciutat cartells que resaven Si eres patriota, habla español. I també va ser prohibida la predicació en català a les esglésies perquè, segons va dictar una ordre militar, «en tots els actes i comunicacions de caràcter oficial, civil i religiós, és obligatori l'ús de l'idioma castellà, únic oficial a l'Espanya Nacional». Un exemple de l'animadversió cap al català va ser el fet que una làpida de marbre situada al campanar de la Seu Vella fos tirotejada perquè portava inscrit un sonet en català de l'escriptor Magí Morera. El sentit últim de la repressió franquista es pot percebre en l'al·locució que va pronunciar un coronel a la primera concentració falangista que va tenir lloc a Catalunya, concretament a la localitat d'Almacelles, seu de la caserna general del Cos d'Exèrcit d'Aragó al comandament del general Moscardó:
| « | No us enganyeu, la vida a Espanya ha de ser molt dura. Tots hem de fer un sacrifici i Catalunya el farà amb afecte, i si no el fa amb amor, l'obligarem per la força, que som els més homes, els més forts, els més gallards del món… | » |

## Derogació de l'Estatut
Dimarts 5 d'abril, només dos dies després de la presa de Lleida, el govern de Burgos presidit pel Generalíssim Franco va acordar la derogació de l'Estatut d'Autonomia de Catalunya de 1932. Dos dies després de la derogació de l'Estatut va ser afusellat a Burgos el dirigent catòlic catalanista Manuel Carrasco i Formiguera, condemnat a mort vuit mesos abans, el 28 d'agost del 1937.
En els primers moments de la batalla els diaris de la zona republicana van ressaltar l'«heroica resistència» dels defensors de Lleida davant les que qualificaven de «tropes estrangeres». Quan es va produir la caiguda de Lleida van destacar la brutalitat de l'enemic: «Els pobles catalans ocupats per les hordes mussolinianes i morisques estan regats amb sang dels nostres compatriotes. Sense distinció d'ideologies, han estat assassinats tots aquells que no van poder fugir a temps», i van insistir en l'heroisme de les forces republicanes que havien causat moltes baixes entre les forces invasores. L'Autonomista de Girona titulava «Defensa i martiri de la ciutat catalana» i a l'article afirmava: «Dia vindrà que s'escrigui la gesta immortal dels nostres soldats per contenir l'allau de material i homes que Itàlia i Alemanya han llançat contra Aragó i contra Llevant per decidir la guerra a favor del Generalíssim i la traïció».

## L'ocupació del marge esquerre (7 de gener de 1939)

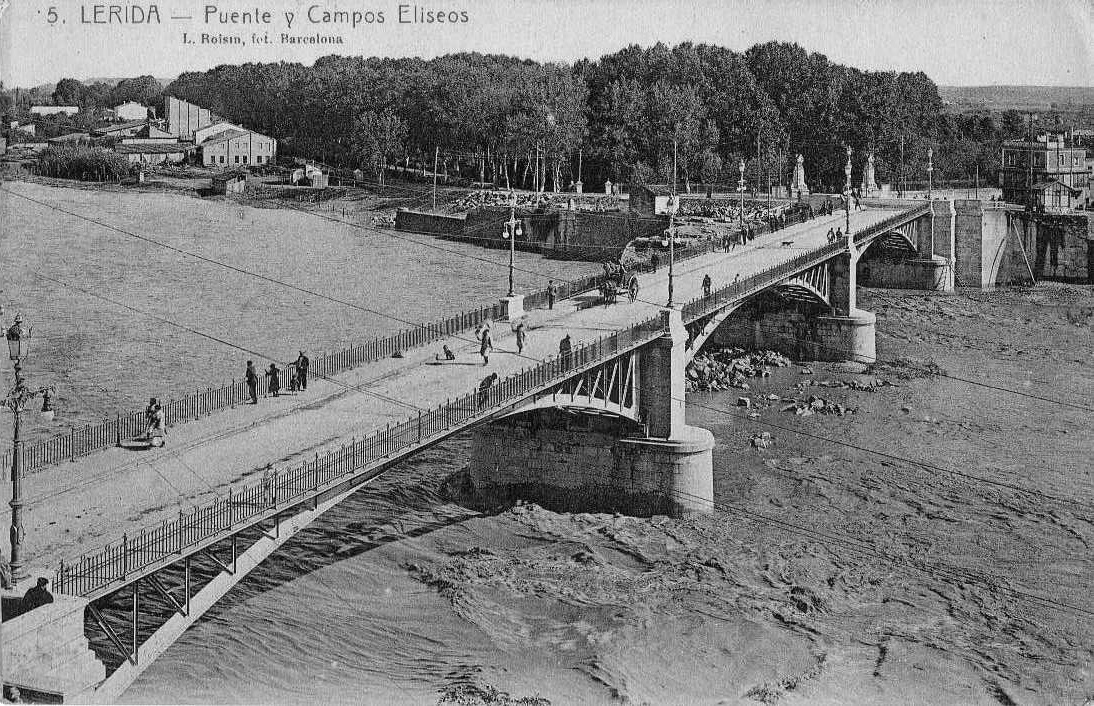
El Pont Vell acabat d'inaugurar el 1911. Va ser dinamitat per les tropes republicanes durant la retirada el 3 d'abril de 1938.

Després de la derrota republicana a la batalla de l'Ebre, Franco va ordenar l'inici de la definitiva ofensiva de Catalunya. La data fixada va ser el 23 de desembre de 1938, però l'avenç de les tropes franquistes situades a Lleida sobre el marge esquerre controlat pels republicans no es va produir fins al 7 de gener de 1939. Aquell dia les forces feixistes que ocupaven Lleida des del 3 d'abril van observar que no hi havia trets des de l'altra banda del riu. El que havia passat era que durant la nit anterior i aprofitant la boira espessa les forces republicanes s'havien retirat. Aleshores els franquistes van decidir creuar el Segre fet per al qual van aixecar un pas de barques car els dos ponts sobre el riu havien estat destruïts pels republicans quan van abandonar la ciutat el 3 d'abril. Així van ocupar sense trobar cap resistència el marge esquerre. Les instruccions per a portar una vida millor incloïen la recomanació de «deixar-se veure a missa», atès que el bisbe, Manuel Moll, és «molt exigent amb els preceptes».
L'ajuntament de Lleida va enviar un telegrama de felicitació al general Franco per l'«alliberament definitiu de Lleida» i de «tants municipis catalans que senten, com nosaltres, profundes emocions patriòtiques en veure's lliures d'opressió de les hordes marxistes».